# Morskie przejście graniczne Nowe Warpno
Morskie przejście graniczne Nowe Warpno – znajduje się w Nowym Warpnie i może się na nim odbywać ruch osobowy i mały ruch graniczny.

## Opis
Przejście graniczne Nowe Warpno zostało utworzone 12 lipca 1996 roku. Obsługuje przede wszystkim ruch graniczny portu morskiego Nowe Warpno. Kontrolę graniczną osób, towarów i jednostek pływających wykonuje Placówka Straży Granicznej w Szczecinie. Przy przejściu granicznym działa placówka Oddziału Celnego „Nabrzeże HUK” w Szczecinie.
W 2006 roku dokonano 839 kontroli dla jachtów i łodzi sportowych.